# Aérodrome de Matari
L'aérodrome de Matari (code IATA : IRP • code OACI : FZJH) est  l'aérodrome de la ville d'Isiro dans la province de Haut-Uele en République démocratique du Congo. Il est à 6 kilomètres de Nord-ouest de la ville, 

## Accidents
Le 5 septembre 2005, un Antonov An-26B de Kavatshi Airlines heurte un arbre et s'écrase à 1,5 kilomètre de la piste 31 de l'aéroport de Matari en approche finale dans le brouillard, tuant 11 personnes au bord.

## Situation
| Bandundu Basango Mboliasa Bunia Gbadolite Gemena Goma Ilebo Kalemie Kananga Kikwit Kindu Kinshasa-Ndjili Kinshasa-N'Dolo Kisangani Kolwezi Lodja Lubumbashi Matari Matadi Mbandaka Mbuji Mayi Nioki Tshikapa Tshumbe |

## Compagnie aérienne et destinations
| Compagnies                     | Destinations                                                                    |
| ------------------------------ | ------------------------------------------------------------------------------- |
| Compagnie Africaine d'Aviation | - Beni, - Bukavu, - Bunia, - Goma, - Kalemie, - Kisangani Bangoka, - Lubumbashi |

Edité le 24/10/2023